# 穆奧塔斯穆拉格爾山
46°31′18″N 9°54′09″E / 46.52167°N 9.90250°E

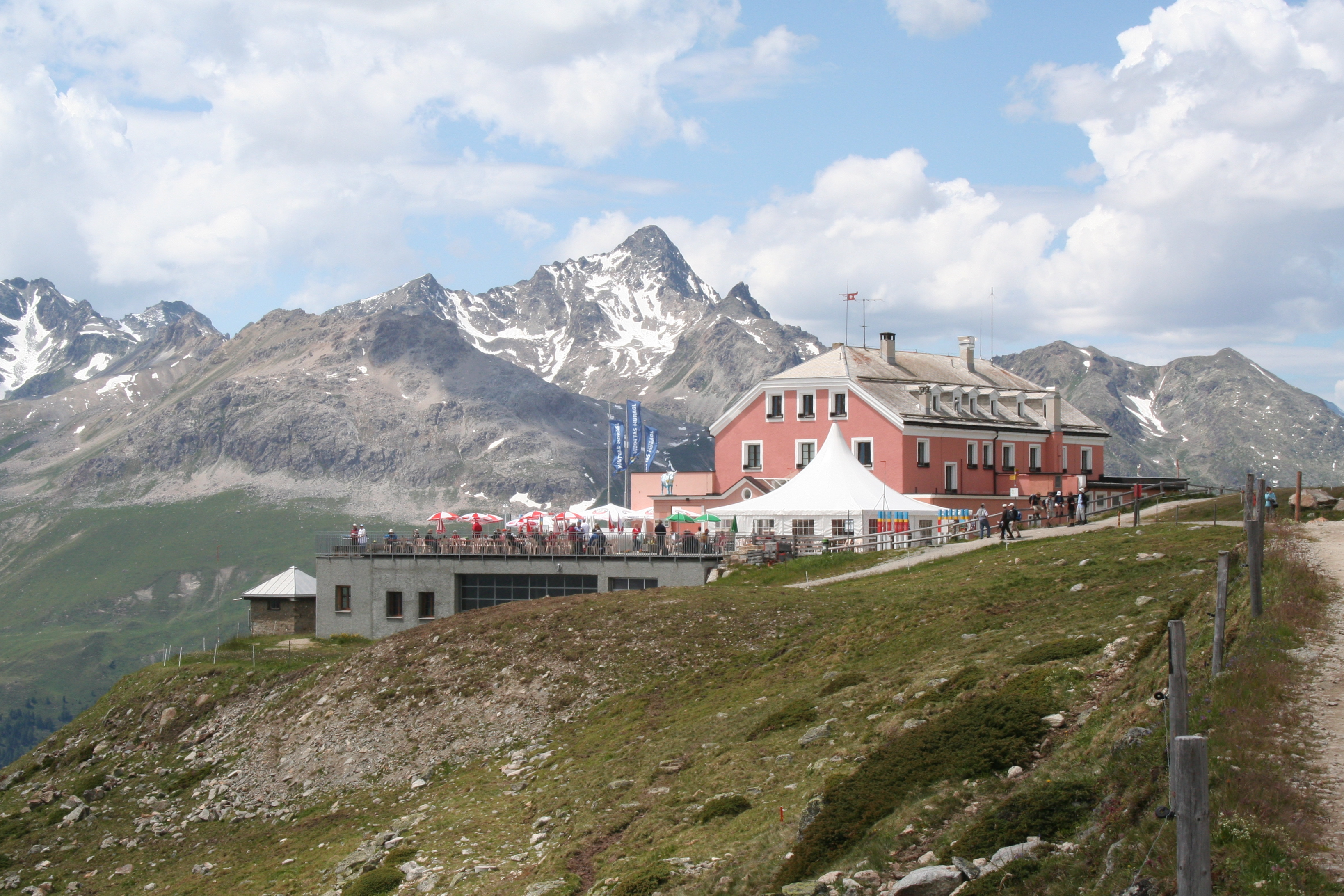

穆奧塔斯穆拉格爾山（Muottas Muragl），是瑞士的山峰，位於該國東南部，由格勞賓登州負責管轄，屬於利維尼奧阿爾卑斯山脈的一部分，海拔高度2,454米，每年平均降雨量1,693毫米。